# یانگ انیمال آراشی
یانگ انیمال آراشی (ژاپنی: ヤングアニマル嵐 هپبورن: Yangu Animaru Arashi) عنوان یک ماهنامهٔ شونن مانگای ژاپنی بود که توسط انتشارات هاکوسنشا به چاپ می‌رسید. آراشی به عنوان مجله خواهر یانگ انیمال به‌شمار می‌رفت، که در اولین جمعهٔ هر ماه با اندازهٔ کاغذ B5 از سال ۲۰۰۰ تا ۲۰۱۸ منتشر می‌شد.

## برخی از مجموعه‌های مانگا در یانگ انیمال آراشی
- فوتاری اچی
- نانا و کائورو